# Marius-Mihail Tudor
Marius-Mihail Tudor este un deputat român în legislatura 1990-1992, ales în județul Timiș pe listele partidului Ecologist-SD. Marius-Mihail Tudor a demisionat pe data de 9 aprilie 1992. În cadrul activității sale parlamentare, Marius-Mihail Tudor a fost membru în grupurile parlamentare de prietenie cu Regatul Belgiei, Republica Venezuela, Republica Populară Chineză, Regatul Thailanda și Regatul Spaniei. 